# Província da Carolina do Sul
```
   |-
       |
Erro:
:  
valor não especificado para "
nome_comum
"
```

A Província da Carolina do Sul foi uma das Colônias do Sul do Império Britânico, entre 1712 e 1776, criada como uma colônia proprietária. Inicialmente, havia apenas uma Província da Carolina, mas ainda durante a década de 1660, os proprietários da vasta colônia chamada Carolina perceberam que não era possível para um governador e uma assembléia gerenciar uma colônia tão grande. Os principais assentamentos nas Carolinas eram Cape Fear, Charles Town e Albemarle, e estavam a quilômetros de distância um do outro, e viajar entre eles era demorado e difícil. Em 1691, os proprietários coloniais da Carolina nomearam um governador para toda ela e um vice-governador específico para a região Norte da colônia. Em 1712 a divisão foi oficializada e a Carolina do Sul passou a existir. O poder do governo britânico também foi investido como governador da Carolina do Sul, mas a colônia declarou independência da Grã-Bretanha em 1776. 

## Histórico
As Carolinas foram batizadas em homenagem ao rei Carlos II da Inglaterra. Derivada do latim "Carolus", o nome original da colônia era originalmente "Carolana", a grafia acabou mudando para "Carolina". [Observe que "Carolana" também foi o nome de um plano de assentamento mal-sucedido do final da década de 1690]. "Charles Towne" foi o primeiro assentamento, estabelecido em 1670.
O rei Carlos II da Inglaterra concedeu a carta da Carolina em 1663 por terras ao Sul da Colônia da Virgínia e ao norte da Flórida espanhola. Ele concedeu a terra a oito Lordes proprietários em troca de sua assistência financeira e política para restituí-lo ao trono em 1660. A metade Norte da colônia diferia significativamente da metade Sul e o transporte e a comunicação eram difíceis entre as duas regiões; portanto, um vice-governador separado foi nomeado para administrar a metade Norte da colônia a partir de 1691.
O assentamento de "Charles Town", que ficou conhecido como Charleston, era a principal sede do governo de toda a província, embora, devido ao afastamento um do outro, operasse de maneira mais ou menos independente até 1691, com a nomeação de Philip Ludwell como governador de ambas as áreas. Desde aquela época até 1708, os assentamentos do Norte e do Sul estavam sob governo comum. O Norte continuou a ter sua própria Assembléia Geral e Conselho Executivo, o governador residia em "Charles Town" e nomeou um vice-governador para o Norte. Durante esse período, os dois começaram a se tornar conhecidos como Carolina do Norte e Carolina do Sul.
A divisão da colônia em Norte e no Sul foi concluída em uma reunião dos Lordes proprietários realizada em Craven House em Londres, em 7 de dezembro de 1710 e se tornou definitiva em 1712, embora os mesmos proprietários continuassem a controlar as duas colônias. O primeiro governador da província separada da Carolina do Norte foi Edward Hyde. A inquietação contra os proprietários da Carolina do Sul em 1719 levou o rei George I a nomear um governador real naquela colônia, enquanto os Lordes proprietários continuaram a nomear o governador da Carolina do Norte. As duas Carolinas se tornaram colônias da coroa em 1729, depois que o governo britânico tentou por quase 10 anos localizar e comprar as cartas de sete dos oito Lordes proprietários. O um oitavo restante da Província foi mantido por membros da família Carteret até 1776, parte da Carolina do Norte conhecida como Distrito de Granville.
Lord Charles Montagu (1741-1784) foi o Governador Real da Província da Carolina do Sul de 1766 a 1773, até que escapou para a Nova Escócia, como aconteceu com outros, leais ao Império Unido.